# Джеронімо Канавезі
Джеронімо Канавезі (пол. Hieronim Canavesi; бл. 1525—1582) — італійський скульптор, відомий роботами в Польщі, вмілий еклектик.

## Життєпис
Проживав у Мілано, потім переїхав до Кракова на двір короля Сигізмунда ІІ Августа як «servitor regius». 1563 року брав участь у комісії «речознавців». 1567 року отримав певну суму грошей для виготовлення надгробку Ґабрієля Тарла (не збережений). У 1573 прийняв міське право Кракова, 1574 року став старшим цеху. Помер у 1582, вдова Джулія Буцетта з Ломбардії надала кошти для виготовлення і встановлення в костелі францисканців його надгробку, відомості про який надав Шимон Старовольський у праці «Monum. Sarmatarum». Дружині та дітям залишив кам'яницю біля вул. Флоріанської, де мав різьбярську майстерню («варстат»).
Виготовив надгробки:
- Станіслава Орлика в каплиці Христа-Збавителя міського костелу Святої Трійці, який не зберігся та відомий з рисунків; за життя каплицю було відремонтовано його коштом, тому вона отримала іншу назву — Орликовська). Вдова С. Орлика Катажина: написала дарчу грамоту для виготовлення і встановлення у каплиці надгробку з червоного мармуру із зображеннями своїм та чоловіка[2]; подала позов на митця стосовно якогось замовлення, який тривав у 1562—1574 роках.
- єпископа Адама Конарського (1574)
- Ґурків (1576, подвійний, познанська катедра РКЦ).